# Десислава Ахладова
Десислава Христова Ахладова-Атанасова е българска юристка и политик. Министър на правосъдието на България от 3 септември 2020.

## Биография
Родена през 1974 г. Завършва езиковата гимназия в Перник.
Придобива магистърска степен в Югозападния университет.
От 2014 до 2017 е председател на Районния съд в Перник.
От 2017 е административен ръководител на Административния съд в Перник.
Избрана е за министър на правосъдието на 3 септември 2020 от XLIV народно събрание.
Омъжена е и има едно дете.
Владее английски и руски език.